# Bertrand Mbouck
Bertrand Mbouck est un directeur d'entreprises camerounais, CEO de Dangote Cement Cameroon S.A, né le 12 mai 1978 à Marseille.

## Biographie

### Naissance et débuts
Bertrand Mbouck est issu d'une famille de 5 enfants. Né à Marseille en France, il grandit et fait toute sa scolarité secondaire à Douala. Il obtient son baccalauréat scientifique au collège Alfred Saker en 1997, avant de rejoindre l'université catholique d'Afrique centrale. Il y obtient une maitrise en sciences et techniques comptables et financières en 2001.

### Carrière

#### Parcours en entreprise
En 1999 alors qu'il effectue un stage non rémunéré au Hilton Yaoundé, il rencontre des auditeurs externes Ernst & Young de passage à l'hôtel. En échangeant avec eux il se découvre une vocation pour le secteur. En 2000, il obtient un poste de stagiaire au sein de cette même firme.
En juillet 2001, il signe son premier contrat d'embauche au sein du département audit de l'entreprise. Il y gravit les échelons du poste d'auditeur junior à celui de Directeur de Mission spécialités Télécoms et Pétrole, travaillant au passage pour des équipes telles que celles d'Orange ou Telcel.
En 2008, il rejoint les rangs de la multinationale finlandaise Wärtsilä en tant que directeur financier régional, pour le compte de la filiale Afrique centrale. A ce poste, il travaille avec 26 pays africains des régions centrale et ouest. En 2015, à 36 ans, il devient CEO de Wärtsilä Afrique centrale. Il est le premier directeur général africain du groupe mais aussi le plus jeune. Au Cameroun, Wärtsilä a entre autres réalisé les centrales à gaz de la Dibamba (DPDC) et de Kribi (KPDC) pour le compte de Globeleq Cameroon
En 2018, il rejoint le groupe Dangote Cement en tant que Directeur Régional des Marchés Panafricains. Son rôle est de superviser la compétitivité commerciale des pays membres du groupe tels que l’Afrique du Sud, l’Ethiopie, le Sénégal, etc. exception faite du Nigéria, sa base. Deux ans plus tard, en juillet 2020, il remplace Abdullahi Baba et devient le nouveau CEO de Dangote Cement Cameroon S.A,. Lors de sa participation au Africa Ceo Forum 2023, l'on apprend que Dangote Cement Cameroon est la seule cimenterie qui utilise l'intelligence artificielle au Cameroun, ce qui en fait un pionnier innovant.[réf. nécessaire]
Aujourd’hui Expert en stratégies de marchés et compétitivité, il est aussi Expert-comptable et Financier diplômé (sa profession de base) et Inscrit au sein de trois corps professionnels que sont FCCA-ACCA en Grande Bretagne, ONECCA et CEMAC au Cameroun, il est par ailleurs Conseil Financier agréé à la COSUMAF (Commission de Surveillance des Marchés Financiers).

#### Parcours d'entrepreneur
En 2006, Bertrand Mbouck lance une start-up dans le domaine de la publicité au Cameroun. En 2011 elle est la première à installer localement des écrans géants outdoor en LED pour la publicité et les annonces commerciales.

## Vie privée
Il est président du Douala Chess Club Academy, un club d'échec réputé situé à Douala.
Il est marié et père de 3 enfants.